# Lucius Aelius Seianus

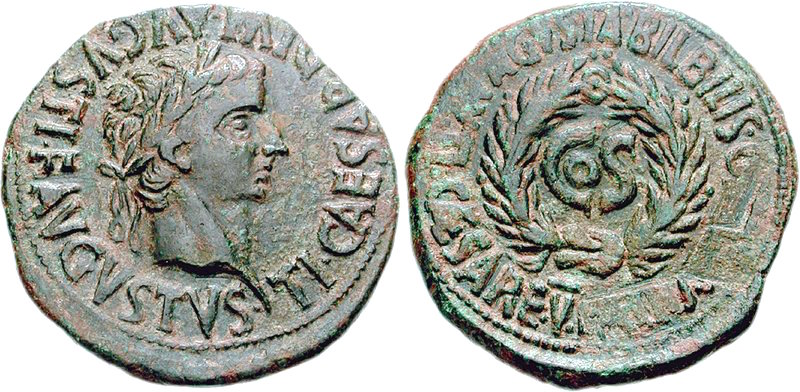
Munt van keizer Tiberius uit 31. De naam van Sejanus, die oorspronkelijk eveneens vermeld was, is in het kader van Sejanus' damnatio memoriae uitgewist

Lucius Aelius Seianus (vermoedelijk Volsinii, 20 v.Chr. - Rome, 18 oktober 31), beter bekend als Sejanus, was een ambitieus soldaat, vriend en vertrouweling van de Romeinse keizer (princeps) Tiberius. Van geboorte afkomstig uit de stand der equites bereikte Sejanus de machtige positie van pretoriaanse prefect (commandant) van Romeinse keizerlijke lijfwacht. Deze lijfwacht stond bekend als de pretoriaanse garde. Sejanus bekleedde de positie van pretoriaanse prefect van 14 n.Chr. tot op het moment van zijn dood in 31 n.Chr..
Hoewel de pretoriaanse garde formeel reeds werd opgericht onder het bewind van keizer Augustus, introduceerde Sejanus een aantal hervormingen, waardoor de pretoriaanse garde zich van een zuivere lijfwacht tot een krachtige en invloedrijke tak van de uitvoerende macht ontwikkelde, die zich onder meer met de openbare veiligheid en het burgerlijk bestuur bemoeide. Uiteindelijk speelde de pretoriaanse garde ook een belangrijke rol in de Romeinse politiek. Deze door Sejanus ingezette veranderingen zouden een blijvende invloed hebben op het verdere verloop van de geschiedenis tijdens het principaat.
Tijdens de jaren 20 bouwde Sejanus zijn macht geleidelijk aan op door zijn invloed op Tiberius te consolideren en door daarnaast zijn potentiële en werkelijke politieke tegenstanders een voor een te elimineren. Hieronder was ook de zoon van de keizer, Drusus Julius Caesar. Toen Tiberius zich in 26 n.Chr. op Capri terugtrok, kreeg Sejanus de facto de controle over het gehele staatsapparaat in handen. Hoewel niet in naam vervulde hij enige jaren de rol van heerser over het gehele Romeinse rijk. Na enige tijd de invloedrijkste en meest gevreesde burger van Rome te zijn geweest, viel Sejanus in 31 n.Chr. echter plotseling in ongenade. Dit was net op het moment dat zijn carrière door zijn uitverkiezing tot consul een hoogtepunt had bereikt. Te midden van vermoedens van samenzwering tegen Tiberius werd Sejanus gearresteerd en onmiddellijk ter dood gebracht. Veel van zijn volgelingen trof hetzelfde lot.

## Afkomst
Sejanus werd in 20 v.Chr. in Volsinii in Etrurië geboren in de familie van Lucius Seius Strabo, de prefect van de pretoriaanse garde onder de princeps Augustus. De Seii waren Romeinen van de ridderlijke rang, de laagste van de twee hoogste sociale klassen ten tijde van de Romeinse Republiek en het begin van het principaat. Sejanus' grootvader onderhield echter relaties met senatoriale families door zijn huwelijk met Terentia, een zuster van de vrouw van Gaius Maecenas, een van keizer Augustus' machtigste politieke bondgenoten.
Strabo trouwde zelf in even illustere families in. Mogelijk huwde hij een dochter van Quintus Aelius Tubero, waardoor hij zich verbond met de meer prestigieuze gens Aelia. Lucius Seius Tubero, in 18 n.Chr. consul suffectus, was waarschijnlijk een zoon van hem. Strabo's laatste vrouw was Cosconia Gallita, de zuster van Servius Cornelius Lentulus Maluginensis (consul suffectus in 10 n.Chr.) en Publius Cornelius Lentulus Scipio (consul suffectus in 2 n.Chr.), en misschien een halfzuster van Quintus Junius Blaesus (consul suffectus in 10 n.Chr.). Sejanus kan een kind zijn geweest uit dit huwelijk. Hij werd later door Aelius Gallus geadopteerd in de prestigieuzere gens Aelia. Conform de Romeinse gewoonten over naamgeving kwam hij nu bekend te staan als Lucius Aelius Seianus, of kortweg Sejanus.
De familie waarin Sejanus geadopteerd werd, telde twee consuls in hun rijen: de eerder genoemde Quintus Aelius Tubero (consul in 11 v.Chr.) en Sextus Aelius Catus (consul in 4 n.Chr.), die de vader was van Aelia Paetina, de tweede vrouw van keizer Claudius. Sejanus' oom Junius Blaesus onderscheidde zich als militair commandant en werd in 21 n.Chr. proconsul van Africa. Hij verdiende een triomftocht voor het breken van de opstand van Tacfarinas.
Volgens de antieke historicus Tacitus was Sejanus ook een voormalig favoriet van de rijke gastronoom Marcus Gavius Apicius, wiens dochter Sejanus' eerste vrouw Apicata kan zijn geweest. Met Apicata had hij drie kinderen, twee zonen en een dochter: Strabo, Capito Aelianus en Junilla.

## Opbouw van een machtspositie

### Pretoriaanse prefect
Het is waarschijnlijk dat Sejanus' vader Strabo hem zo rond 2 v.Chr. onder de aandacht van Augustus bracht via zijn connectie met Maecenas. Enige tijd na 2.v.Chr. werd Strabo benoemd tot prefect van de pretoriaanse garde, een van de twee machtigste posities die een Romeins ridder binnen het Romeinse Rijk kon bereiken. Dit ambt voerde hij tot de dood van Augustus in 14 plichtsgetrouw en zonder incidenten uit. Er is weinig bekend over het leven dat Sejanus vóór deze datum heeft geleid, maar volgens Tacitus, begeleidde hij Gaius Caesar, aangenomen kleinzoon van Augustus, tijdens zijn campagnes in Armenië in 1 v.Chr. Het was na het aantreden van Tiberius in 14 n.Chr. dat Sejanus naast zijn vader Strabo tot prefect van de pretoriaanse garde werd benoemd. Hiermee begon zijn maatschappelijke carrière.
De pretoriaanse garde was een elite-eenheid van het Romeinse leger die door Augustus in 27 v.Chr. was opgericht met de specifieke functie om als lijfwacht voor de keizer en de leden van de keizerlijke familie te dienen. De pretoriaanse garde was echter veel meer dan een bewakingsdienst, ze nam  ook een deel van de dagelijkse zorg van de stad, zoals de algemene veiligheid en civiele administratie voor zijn rekening. Verder was haar aanwezigheid ook een constante herinnering aan de mensen en de Senaat aan de aanzienlijke gewapende macht, die aan de basis stond van de keizerlijke macht. Augustus was echter voorzichtig om de republikeinse vernislaag van zijn regime te handhaven en stond slechts toe dat er negen cohorten werden gevormd (eentje minder dan in een normaal Romeins legioen). Deze negen cohorten werden onopvallend verspreid over verschillende logementen in de stad en stonden onder leiding van twee prefecten.
Vanaf het moment dat zijn vader Strabo in 15 n.Chr. benoemd werd tot gouverneur van Egypte, was Sejanus de enige bevelhebber van de pretorianen. Hij begon met zijn hervormingen, die de pretoriaanse garde omvormden tot een krachtig instrument van het principaat. In 20 n.Chr. werden de verstrooide kampementen, die over de stad waren verdeeld, gecentraliseerd in Castra Praetoria, een enkele garnizoensplaats buiten Rome. Het aantal cohorten werd verhoogd van negen tot twaalf, waarvan er steeds een de dagelijkse wacht bij het paleis hield. De praktijk van een gezamenlijke leiding, die verdeeld werd tussen twee prefecten, werd verlaten. Sejanus zelf benoemde voortaan de centurio's en tribunen. Nadat deze wijzigingen van kracht waren geworden, voerde Sejanus het bevel over een hem volledig loyale strijdkracht van 12.000 soldaten, die onmiddellijk inzetbaar was. De façade van Augustus werd niet langer meer opgehouden. Tiberius toonde openlijk de sterkte van de pretoriaanse garde bij militaire parades.

### Vete met Drusus
In zijn hoedanigheid van pretoriaanse prefect werd Sejanus al snel een vertrouwd adviseur van Tiberius. In het jaar 23 n.Chr. oefende hij al een grote invloed uit op de beslissingen van de keizer, die naar Sejanus verwees als "Socius Laborum" (partner in mijn werkzaamheden). Tegen die tijd was hij reeds verheven tot de rang van praetor, een positie die normaliter niet werd toegekend aan Romeinen die afkomstig waren uit de ridderlijke klasse. In het Theater van Pompeius werd te zijner ere een standbeeld opgericht en in de Senaat werden zijn volgelingen bevoordeeld bij benoemingen van openbare ambten en gouverneurschappen. Deze bevoorrechte positie zorgde echter voor wrevel bij de senaatsklasse en de keizerlijke familie. In het bijzonder leverde het hem de vijandschap op van Drusus Julius Caesar, de zoon van Tiberius.
De geschiedenis tussen Sejanus en Drusus gaat ten minste terug tot 15 n.Chr. In dat jaar brak er een grote muiterij uit onder de legioenen die in Pannonia en Germania geposteerd waren. Terwijl zijn geadopteerde zoon Germanicus de orde in Germania herstelde, werd Tiberius' biologische zoon Drusus er op uitgestuurd om de opstand in Pannonia neer te slaan. Hij werd vergezeld door Sejanus en twee van de negen pretoriaanse cohorten. Mede door wat de soldaten als slechte voortekens zagen, slaagde Drusus er snel in om de stabiliteit in het leger te herstellen. De belangrijkste aanstichters van de muiterij werden publiekelijk ter dood gebracht. Het kamp werd door de pretoriaanse cohorten verder van muiters gezuiverd en de legioenen keerden terug naar de winterkwartieren. Ondanks dit succes waren de komende jaren getuige van een groeiende vijandschap tussen Drusus en Sejanus. Blijkbaar lagen beiden heren elkaar niet.
Sinds het aantreden van keizer Tiberius, werd Drusus systematisch klaargestoomd als opvolger van zijn vader. Hij had in 18 n.Chr. met succes de legioenen in Illyricum aangevoerd. In 21 n.Chr. deelde hij het consulaat met zijn vader Tiberius. In de praktijk was Sejanus echter de tweede man in Romeinse Rijk. Sejanus was ambitieus en niet van zins om macht in te leveren. Al in 20 n.Chr. had Sejanus zijn relatie met de keizerlijke familie verstevigd door zijn jonge dochter Junilla te verloven met de zoon van Claudius, Claudius Drusus. Op dat moment was Junilla slechts 4 jaar oud. De beoogde bruidegom kwam echter een paar dagen later bij een ongeluk door verstikking om het leven.
Toen deze opzet dus in kiem was gesmoord, richtte Sejanus zijn aandacht op het elimineren van Drusus. Rond het jaar 23 n.Chr. had de vijandschap tussen de twee mannen een kritisch punt bereikt. Tijdens een ruzie had Drusus de pretoriaanse prefect een vuistslag toegediend. Ook betreurde hij openlijk dat "een vreemdeling uitgenodigd was om te helpen bij het regeren, terwijl de zoon van de keizer in leven was". Met Tiberius al over de zestig, was er een reële mogelijkheid dat Drusus zijn vader in de nabije toekomst zou opvolgen. Dan was het afgelopen met Sejanus en zijn familie. Om zijn positie veilig te stellen beraamde Sejanus in het geheim een plan tegen Drusus. Sejanus moet een man met een grote overtuigingskracht zijn geweest. Hij slaagde erin Drusus' vrouw Livilla te verleiden en wist haar te overtuigen haar man te laten vergiftigen. Livilla schakelde daarvoor haar keukenslaven in, die Drusus langzamerhand wisten te vergiftigen. Drusus stierf op 13 september een ogenschijnlijk natuurlijke dood.

## Consolidatie van de macht
Het verlies van zijn zoon was een grote klap voor Tiberius, zowel op het persoonlijk vlak als politiek. In de loop der jaren was hij in toenemende mate gedesillusioneerd geraakt door de positie van de "princeps". Door het in 22 n.Chr. delen van de volkstribunale bevoegdheden met Drusus bereidde hij zich voor om een deel van zijn verantwoordelijkheden aan zijn zoon over te dragen. Nu deze hoop de bodem was ingeslagen, liet Tiberius de regering meer dan ooit over aan Sejanus. Als mogelijke toekomstige erfgenamen keek hij naar de zonen van Germanicus (Nero Julius Caesar, Drusus Julius Caesar en Caligula).
Germanicus zelf was in 19 n.Chr. onder enigszins verdachte omstandigheden in Syrië gestorven. Na zijn dood keerde zijn vrouw Agrippina de Oudere met haar zes kinderen terug naar Rome. Daar raakte zij steeds meer betrokken bij een kring van senatoren, die zich tegen de groeiende macht van Sejanus verzetten. Haar relatie met Tiberius werd steeds meer beladen omdat zij hem duidelijk maakte dat zij hem, Tiberius, verantwoordelijk hield voor de dood van Germanicus. Het klimaat werd verder vergiftigd door de haat die Tiberius' moeder Livia Drusilla jegens haar voelde, want Agrippina's ambitie om de moeder van keizers, en daarmee de eerste vrouw van Rome te worden, was een publiek geheim. Voor Sejanus waren de zonen van Agrippina, Nero Julius Caesar, Drusus Julius Caesar en Caligula een directe bedreiging voor zijn macht.
Ondertussen deed Sejanus een nieuwe poging om zich in te trouwen in de Julisch-Claudische keizerlijke familie. Na twee jaar eerder (23 n.Chr) van Apicata gescheiden te zijn, verzocht hij in 25 n.Chr. een huwelijk met Livilla, mogelijk met het doel zichzelf, als geadopteerd Juliaan, in de positie van een mogelijke opvolger te manoeuvreren. De keizer wees dit verzoek echter af en waarschuwde Sejanus dat hij gevaar liep zijn rang te overstijgen. Sejanus kreeg wel toestemming voor een huwelijk met Julia, de dochter van Livilla, tot grote woede van deze laatste. Gealarmeerd door deze plotselinge kleinering veranderde Sejanus zijn plannen en begon hij Tiberius van Rome te isoleren. Door in te spelen op Tiberius' paranoia jegens Agrippina en de Senaat was hij er debet aan dat de keizer zich in 26 n.Chr. eerst op het platteland van Campanië en ten slotte op het eiland Capri terugtrok, waar hij de resterende tien jaar van zijn leven tot 37 n.Chr. zou verblijven. Op Capri bewaakt door de pretorianen was Sejanus gemakkelijk in staat om alle informatie te controleren die tussen Tiberius en de hoofdstad heen en weer ging.
Ondanks het verdwijnen van Tiberius van het Romeinse politieke toneel, lijkt de aanwezigheid van Livia nog enige jaren een check te zijn geweest op de openlijke macht van Sejanus. Volgens Tacitus veranderde haar dood in 29 de politieke constellatie. Sejanus begon in Rome een reeks van "zuiveringsprocessen" tegen senatoren en rijke leden uit de ridderlijke stand. Het doel was tweeledig: het uitschakelen van (mogelijke) tegenstanders en het spekken van de keizerlijke (maar ook de persoonlijke) schatkist. Netwerken van spionnen en informanten daagden de slachtoffers voor het gerecht met valse beschuldigingen van verraad. Velen verkozen zelfmoord boven de schande van een veroordeling en executie. Onder degenen die het moesten ontgelden was Gaius Asinius Gallus, een prominente senator en tegenstander van Tiberius, die deel uitmaakte van de factie rondom Agrippina. Met volledige instemming van Tiberius werden Agrippina en twee van haar zonen, Nero en Drusus, in 30 n.Chr. gearresteerd en verbannen. Later vonden zij onder verdachte omstandigheden de hongerdood. Alleen Caligula, de laatst overgebleven zoon van Germanicus, slaagde erin, mede omdat hij nog erg jong was, om de zuiveringen van Sejanus te overleven. Dit deed hij door in 31 n.Chr. naar Capri te verhuizen.

## Val

### Aan de kaak stelling
Ondanks zijn ridderlijke rang deelde Sejanus in 31 n.Chr. het consulaat met Tiberius in absentia. Ook verloofde hij zich met Livilla. Tiberius had zich al vijf jaar niet meer in Rome laten zien. De facto was Sejanus nu de heerser van het Romeinse Rijk. Senatoren en ridders vochten openlijk voor zijn gunst alsof hij de keizer zelf was. Zijn verjaardag werd in het openbaar gevierd. Ook werden er standbeelden te zijner ere opgericht. De meeste van zijn politieke tegenstanders waren intussen verpletterd. Sejanus dacht dat zijn positie onaantastbaar was. Zoals de antieke historicus Cassius Dio beschrijft:

Sejanus was op grond van zowel zijn overmatige hoogmoed als zijn enorme macht zo'n machtig persoon, dat hij, kort gezegd, zelf wel de keizer leek, waarbij Tiberius bleek afstak, als niet meer dan een soort eilandpotentaat, aangezien deze laatste al zijn tijd op het eiland Capreae doorbracht.

Door jaren van sluwe intriges en onmisbare diensten aan de keizer, had Sejanus zich opgewerkt tot de machtigste man in het Romeinse Rijk. Toch zou hij tegen het einde van het jaar 31 worden gearresteerd en zonder vorm van proces worden geëxecuteerd, waarna zijn lichaam zonder plichtplegingen van de Gemonische trappen werd geworpen. Wat precies de oorzaak was van zijn plotselinge ondergang is onduidelijk; antieke historici zijn het oneens over de aard van zijn samenzwering, of het nu Tiberius of Sejanus was, die als eerste toesloeg; en in welke volgorde de daaropvolgende gebeurtenissen plaatsvonden.
Moderne historici beschouwen het als onwaarschijnlijk dat Sejanus een plot had opgezet om zelf de keizerlijke macht te grijpen. Mocht hij dit toch hebben overwogen dan was het om na het omverwerpen van Tiberius regent te zijn voor Tiberius Gemellus, de zoon van Drusus, of misschien zelfs voor Gaius Caligula. De betreffende tekst over deze periode is in de Annalen van Tacitus verloren gegaan. Volgens Flavius Josephus was het echter Antonia, de moeder van Livilla, die uiteindelijk Tiberius in een brief waarschuwde voor de toenemende dreiging van Sejanus (mogelijk op basis van door Satrius Secundus verschafte informatie). Deze brief zond zij naar Capri via haar vrijgelatene Pallas. Volgens Juvenalis werd kort daarop vanuit Capri een brief verstuurd met de opdracht om Sejanus zonder proces te executeren.
Verdere details met betrekking tot de val van Sejanus worden door Cassius Dio gegeven. Deze schreef echter bijna 200 jaar na de feiten zijn Romeinse geschiedenis. Wel beschikte hij over een veelheid aan bronnen. Het lijkt dat toen Tiberius op de hoogte werd gebracht in welke mate Sejanus zijn gezag in Rome al had geüsurpeerd, hij onmiddellijk stappen nam om Sejanus uit het centrum van de macht te verwijderen. Maar hij realiseerde zich ook dat een regelrechte veroordeling Sejanus zou kunnen provoceren een staatsgreep te plegen. In plaats daarvan schreef Tiberius een aantal tegenstrijdige brieven aan de Senaat; in sommige daarvan prees hij Sejanus en zijn vrienden, in andere stelde hij ze daarentegen aan de kaak. In de ene brief schreef hij de volgende dag in Rome te zullen arriveren, in een andere dat hij op het punt stond te overlijden.
Ook trad Tiberius af als consul, waardoor hij Sejanus dwong hetzelfde te doen. Hij verleende een ere-priesterschap aan Caligula, waardoor hij de steun van de bevolking voor het huis van Germanicus nieuw leven inblies. Nu de bedoelingen van de keizer niet langer duidelijk waren ontstond er verwarring. Deze was succesvol in het vervreemden van Sejanus van veel van zijn volgelingen. In de hoogste kringen van Rome leek het nu de veiligste manier van handelen om voortaan zeer terughoudend te zijn in openlijke steun aan Sejanus. Velen probeerden, totdat de stand van zaken zich had uitgekristalliseerd, zo veel mogelijk afstand tot Sejanus te bewaren.
Toen het Tiberius duidelijk werd dat de steun voor Sejanus niet zo sterk was als de keizer had gevreesd, was zijn volgende stap om Naevius Sutorius Macro, voorheen de prefect van de Vigiles (Romeinse politie en brandweer), tot de opvolger van Sejanus te benoemen met de opdracht zijn val en ondergang te bewerkstelligen. Op 18 oktober 31 werd Sejanus in een brief van Tiberius opgeroepen om in een Senaatsvergadering te verschijnen, zogenaamd om hem de bevoegdheden van een volkstribuun te verlenen. Bij het ochtendgloren trad hij de Senaat binnen. Maar terwijl de brief werd voorgelezen, nam Macro de macht over de pretoriaanse garde over. Leden van de Vigiles, onder leiding van Graecinius Laco, omsingelden intussen het Senaatsgebouw. In eerste instantie begonnen de Senatoren Sejanus te feliciteren, maar toen de brief, die eerst afdwaalde naar volledig ongerelateerde zaken, hem plotseling aan de kaak stelde en zijn arrestatie beval, werd hij onmiddellijk omsingeld en naar de Mamertijnse gevangenis gebracht.

### Executie en nasleep
Diezelfde avond nog kwam de Senaat bijeen in de Tempel van Concordia. Sejanus werd onmiddellijk ter dood veroordeeld. Hij werd uit de gevangenis gehaald en gewurgd. Zijn lichaam werd van de Gemonische trappen geworpen, waarna de menigte het onmiddellijk aan stukken scheurde. Er ontstonden rellen waarin menigten iedereen opjaagden en doodden die zij in verband konden brengen met het regime van Sejanus. De pretorianen gingen ook over tot plunderingen, toen zij ervan werden beschuldigd om samengespannen te hebben met de voormalige pretoriaanse prefect. Na de uitspraak van een damnatio memoriae door de Senaat werden zijn standbeelden neergehaald en werd zijn naam uit alle openbare archieven gewist.
Op 24 oktober werd Strabo, de oudste zoon van Sejanus, gearresteerd en geëxecuteerd. Toen zijn moeder, Apicata hiervan hoorde, pleegde zij zelfmoord (26 oktober) na eerst een brief aan Tiberius te hebben geschreven, waarin zij beweerde dat Drusus was vergiftigd met medeweten van Livilla. Deze beschuldigingen van Apicata werden bevestigd door (onder marteling verkregen) bekentenissen van Livilla's slaven. Dezen gaven toe Drusus vergiftigd te hebben.
Woedend nu hij op de hoogte was van de volledige waarheid, gaf Tiberius al snel opdracht tot meer executies. Livilla pleegde zelfmoord, of zou, zoals de legende het vertelt, door haar eigen moeder Antonia minor dood zijn gehongerd. De resterende twee kinderen van Sejanus, Capito Aelianus en Junilla, werden in december terechtgesteld. Omdat er geen precedent was voor de doodstraf voor een maagd, werd Junilla, als men tenminste de antieke historici mag geloven, voor haar executie eerst verkracht, met het touw al om haar nek. Hun lichamen werden eveneens de Gemoniaanse trappen afgeworpen. Aan het begin van het volgende jaar werd een damnatio memoriae uitgesproken tegen Livilla.
Hoewel Rome zich in eerste instantie verheugde over de ondergang van Sejanus en zijn clan, kreeg de stad al snel te maken met verdere processen, omdat Tiberius iedereen meedogenloos vervolgde die op de ene of andere manier kon worden gekoppeld aan de machinaties van Sejanus of die zijn vriendschap had gezocht. De senatoriale gelederen werden gedecimeerd, het zwaarst getroffen werden de families die politieke banden hadden met de Julianen. Zelfs de keizerlijke magistratuur was niet vrij van de toorn van Tiberius. De arrestaties en executies stonden nu onder toezicht van Naevius Sutorius Macro. De politieke onrust zou aanhouden totdat Tiberius in 37 n.Chr. overleed en werd opgevolgd door Caligula.
De meeste historische details over de wraak van Tiberius worden gegeven door Suetonius en Tacitus. Hun beschrijving van een tirannieke, wraakzuchtige keizer wordt echter door verschillende moderne historici aangevochten. De prominente antieke historicus Edward Togo Salmon merkt in zijn werk, A history of the Roman world from 30 B.C. to A.D. 138 het volgende op: 

"In de gehele tweeëntwintig jaar van de regering van Tiberius' werden niet meer dan tweeënvijftig personen beschuldigd van verraad, van wie bijna de helft niet werd veroordeeld; de vier onschuldige mensen, die toch werden veroordeeld, waren eerder het slachtoffer van buitensporige ijver van de Senaat, niet van de tirannie van de keizer."

## Nalatenschap

### Pretoriaanse garde
De hervormingen van Sejanus, met name de stichting van Castra Praetoria, stonden aan de basis van de pretoriaanse garde als de machtige politieke kracht, waarvoor de Garde vandaag de dag nog steeds bekendstaat. Voortaan stond de gehele pretoriaanse garde ter beschikking van de keizers, maar andersom zouden de keizers vanaf nu steeds afhankelijker worden van de goede wil van de pretoriaanse garde. De realiteit van deze wederzijdse afhankelijkheidsrelatie kwam in 31 n.Chr. tot uiting, toen Tiberius gedwongen werd om op de Vigiles te vertrouwen tegen de soldaten van zijn eigen lijfwacht. Hoewel de pretoriaanse garde uiteindelijk trouw bleef aan de bejaarde Tiberius, was hun potentiële politieke macht een ieder duidelijk geworden.
De grote macht, die Sejanus in zijn hoedanigheid van prefect van de pretoriaanse garde wist te bemachtigen, bewees het gelijk van Maecenas' voorspelling aan Augustus, dat het gevaarlijk was om het commando over de garde slechts aan één man te geven. Cassius Dio merkt op, dat na Sejanus geen andere prefect behalve Gaius Fulvius Plautianus, die het bevel over de pretoriaanse garde onder keizer Septimius Severus voerde, erin slaagde een dergelijke machtspositie in te nemen. Niettemin begon de pretoriaanse garde al snel na Sejanus' dood een steeds ambitieuzere en bloedigere rol in het Romeinse Rijk te spelen. Met de juiste hoeveelheid geld of als de Garde het zelf wilde, vermoordde men keizers, zette men de eigen prefecten zwaar onder druk en keerde zich men bij gelegenheid ook tegen de burgers van Rome. In 41 werd keizer Caligula vermoord door een coalitie van samenzweerders uit de Romeinse Senaat en uit de pretoriaanse garde. De pretorianen plaatsten daarna Claudius op de keizerstroon. Door deze onverwachte keuze daagden zij de Senaat uit zich tegen deze beslissing te verzetten. In de late 1e eeuw richtte een berekende opstand van de pretorianen onder leiding van de prefect Casperius Aelianus zich tegen de nieuwbakken keizer Nerva. Hierdoor werd deze bejaarde keizer gedwongen de populaire legeraanvoerder Trajanus als zijn zoon en opvolger aan te wijzen.
Hoewel het onbewezen blijft of Sejanus ooit plannen heeft gesmeed om het regime van Tiberius omver te werpen en Tiberius' plaats in te nemen, hadden latere pretoriaanse prefecten wel degelijk de ambitie om zelf keizer te willen worden. Na de zelfmoord van keizer Nero in 68 wierp de toenmalige prefect van de pretoriaanse garde, Gaius Nymphidius Sabinus, zichzelf in de strijd om keizer te worden; dit onder voorwendsel dat hij een onwettige zoon van Caligula zou zijn. De poging mislukte en Sabinus werd door zijn eigen soldaten vermoord. In het begin van de 3e eeuw werd Plautianus na een mislukte samenzwering tegen Septimius Severus geëxecuteerd. Volgens bronnen was de ondergang van Plautianus grotendeels te danken aan verdenkingen van Severus' zoon Caracalla. Deze laatste werd overigens later zelf door zijn pretoriaanse prefect Marcus Opellius Macrinus vermoord, waarna Macrinus zelf keizer werd.

### Historiografie
Met uitzondering van Velleius Paterculus hebben de antieke historici Sejanus allen veroordeeld, hoewel de inzichten verschillen over de mate waarin Tiberius door Sejanus, of andersom Sejanus door Tiberius werd gemanipuleerd. Suetonius beweert dat Sejanus slechts een instrument van Tiberius was om de ondergang van Germanicus en zijn familie te bespoedigen en dat hij, zodra hij niet meer nuttig was, snel werd verwijderd. Tacitus, aan de andere kant, schrijft een groot deel van de slechte regering van Tiberius na het jaar 23 toe aan de corrumperende invloed van Sejanus, hoewel hij over het algemeen ook een hard oordeel over Tiberius zelf velt.
Onder de contemporaine schrijvers, die het slachtoffer zijn geworden van het regime van Sejanus en de nasleep daarvan, waren de historici Aulus Cremutius Cordus, Velleius Paterculus en de dichter Phaedrus. Cordus werd in 25 n.Chr. door Sejanus voor het gerecht gedaagd op grond van een beschuldiging van verraad. Hij werd ervan beschuldigd Marcus Junius Brutus te hebben geprezen en over Gaius Cassius Longinus te hebben gesproken als de laatste echte Romeinen. Dit werd onder de Lex Maiestas als een strafbaar feit beschouwd. De Senaat beval de verbranding van zijn geschriften. Zijn val wordt door Seneca de Jongere, in zijn brief aan Cordus' dochter Marcia Aan Marcia om te troosten uitgebreider beschreven. Seneca vertelt ons een ander verhaal. Haar vader had Sejanus' ongenoegen over zich afgeroepen vanwege diens kritiek op Sejanus, dat deze opdracht had gegeven een standbeeld voor zichzelf op te richten. Wij weten uit deze bron ook dat Cordus zichzelf heeft doodgehongerd. Marcia was instrumenteel in het redden van haar vaders werk, opdat het tijdens de regering van Caligula opnieuw kon worden gepubliceerd.
Phaedrus werd ervan verdacht op Sejanus te hebben gezinspeeld in zijn Fabels. Hij kreeg een onbekende straf, maar werd niet ter dood gebracht. Velleius Paterculus was een historicus en tijdgenoot van Sejanus, wiens tweedelige Romeinse geschiedenis een overzicht geeft van de geschiedenis van Rome van de Val van Troje tot de dood van Livia Augusta in 29 n.Chr. In zijn werk prijst hij zowel Tiberius en Sejanus; ondanks diens relatief bescheiden ridderlijke afkomst verdedigt hij zelfs Sejanus' hoge positie in de regering. Hoe veel van Paterculus' verhaal men moet toeschrijven aan oprechte bewondering, voorzichtigheid of angst blijft een open vraag, maar de mening is wel geuit dat hij ter dood werd gebracht vanwege zijn vriendschap met Sejanus.

### Sejanus in latere literatuur
De opkomst en ondergang van Sejanus zijn het onderwerp of gedeeltelijke onderwerp geweest van verschillende opmerkelijke werken in de literatuur, waaronder drie 17e-eeuwse toneelstukken en 20e-eeuwse romans:
- Sejanus' opkomst en ondergang worden beschreven in Juvenalis' Satire X, ofwel genaamd Verkeerd verlangen is de bron van het lijden of De ijdelheid van de menselijke wensen.
- Sejanus: His Fall (1603), een toneelstuk door Ben Jonson, in de oorspronkelijke productie werd Sejanus mogelijk gespeeld door Shakespeare, die wordt genoemd in de editie van 1614 (als Will. Shake-Speare) als onderdeel van de cast van 1603.
- The Tragedy of Claudius Tiberius Nero (1607), een toneelstuk door een anonieme tijdgenoot van Jonson.
- Aelius Seianus, treur-spel (1667). Naar het Frans van Jean de Magnon (1647) door Jan Lemmers. Bewerking ook toegeschreven aan Pieter van Rossum.
- I, Claudius (1934), een roman door Robert Graves, alsmede de daaropvolgende televisie-adaptatie uit 1976, waar Sejanus werd gespeeld door Patrick Stewart. Hier stuurt Antonia de brief aan Tiberius Claudius nadat zij ontdekt dat haar dochter met Sejanus een samenzwering beraamt om Tiberius te vermoorden
- Sejanus (1998), de derde roman in de Marcus Corvinus-reeks door David Wishart.
- Het karakter van Brodrig in Foundation and Empire door Isaac Asimov is losjes gebaseerd op Sejanus.

## Voetnoten
1. 1 2 3 4  Tacitus, Annalen IV.1
2. 1 2 3  Adams, Freeman (1955). The Consular Brothers of Sejanus.. The American Journal of Philology 76 (1): 70–76.
3. 1 2 3 4 5  Adams, 76
4. ↑  Tacitus, Annales III.72, III.73
5. 1 2 3  Tacitus, Annales IV.3
6. ↑  Hoewel de Garde formeel in 27 v.Chr. door Augustus was opgericht, werden de eerste prefecten niet benoemd voor 2 v.Chr. zie Bingham, blz. 39
7. ↑  Bingham, blz. 30
8. ↑  Bingham, blz. 238
9. ↑  Bingham, blz. 232
10. ↑  Bingham, blz. 231, blz. 40
11. 1 2  Cassius Dio, Romeinse geschiedenis LVII.19
12. ↑  Bingham, blz. 43
13. 1 2 3 4  Tacitus, Annales IV.2
14. ↑  Syme was van mening dat Tacitus de vermelding van deze hervormingen vertraagde tot het jaar 23 om stilistische redenen. De werkelijke datum dat de Castra Praetoria werd opgericht kan in 20 n.Chr. zijn geweest. zie Syme, Ronald (1958). Tacitus, Volume 1, blz. 424, Oxford University Press, ISBN 0-19-814327-3
15. ↑  Bingham, blz. 50
16. ↑  Cassius Dio, Romeinse geschiedenis Texts/Cassius_Dio/57*.html#22 LVII.22
17. ↑  Seneca de Jongere, Essays, To Marcia On Consolation XXII.4-6
18. ↑  Tacitus, Annales I.24
19. ↑  Tacitus, Annalen I.29, I.30
20. ↑  Tacitus, Annales II.44, II.62
21. ↑  Tacitus, Annales III.31
22. ↑  Tacitus, Annales III.29
23. ↑  Suetonius, De levens van twaalf Caesars, Leven van Claudius 27
24. ↑  Tacitus, Annales IV.7
25. 1 2  Tacitus, Annales IV.8.
26. ↑  Tacitus, Annales III.56
27. ↑  Tacitus, Annales II.72
28. ↑  Tacitus, Annales IV.52, IV.53, IV.54
29. 1 2  Tacitus, Annales IV.12
30. ↑  Tacitus, Annales IV.39.
31. ↑  Tacitus, Annales IV.40
32. ↑  Tacitus, Annales IV.57, IV.67.
33. ↑  Tacitus, Annales IV.41.
34. ↑  Tacitus, Annales V.3
35. 1 2  Cassius Dio, Romeinse geschiedenis LVIII.4.
36. ↑  Cassius Dio, Romeinse geschiedenis LVIII.3.
37. ↑  Tacitus, Annales, VI.23 - VI.25
38. ↑  Tacitus, Annales VI.3.
39. ↑  Suetonius, De levens van twaalf Caesars, Leven van Tiberius 65
40. 1 2  Cassius Dio, Romeinse geschiedenis LVIII.1
41. ↑  Cassius Dio, Romeinse geschiedenis LVIII.5
42. ↑  Bingham, blz. 66
43. 1 2 3 4  Boddington, Ann (January 1963). Sejanus. Whose Conspiracy?. The American Journal of Philology 84 (1): 1–16.
44. ↑  Flavius Josephus, Oudheden van de Joden XVIII.6.6
45. ↑  Juvenalis, Satire X. 67-72
46. ↑  Cassius Dio, Romeinse geschiedenis LVIII.6
47. ↑  Cassius Dio, Romeinse geschiedenis LVIII.7
48. 1 2  Cassius Dio, Romeinse geschiedenis LVIII.8
49. ↑  Bingham, blz. 63
50. 1 2 3  Cassius Dio, Romeinse geschiedenis LVIII.9
51. ↑  Cassius Dio, Romeinse geschiedenis LVIII.10
52. 1 2 3 4  Cassius Dio, Romeinse geschiedenis LVIII.11
53. ↑  Cassius Dio, Romeinse geschiedenis LVIII.12
54. ↑  Een hersteld fragment uit de Fasti Ostiensis bevestigt dat Cassius Dio zich in zijn beschrijving van de dood van Sejanus' familie had vergist (Dio,  LVIII.11). De andere kinderen werden in december geëxecuteerd. Zie Freeman, Adams (1955), The Consular Brothers of Sejanus] voor de Latijnse inscriptie.
55. ↑  Tacitus, Annales IV.11
56. ↑  Livilla's dochter Livia Julia overleefde (hoewel ook zij veel later vermoord zou worden door Valeria Messalina, de derde vrouw van Claudius).
57. 1 2  Tacitus, Annales V.9.
58. ↑  Tacitus, Annales VI.2.
59. ↑  Tacitus, Annales VI.19
60. ↑  Tacitus, Annales VI.10.
61. ↑  Tacitus, Annales VI.29
62. ↑  Macro werd de nieuwe prefect van de pretoriaanse garde en zou Caligula nog helpen met het doden van Tiberius. Later zou hij zelf door Caligula worden terechtgesteld.
63. ↑  Edward Togo Salmon, A history of the Roman world from 30 B.C. to A.D. 138, blz. 183.
64. ↑  Durry, Marcel (1938). Les Cohortes Prétoriennes. Editions De Boccard, Paris, pp. 156.
65. ↑  Bingham, blz. 234-235.
66. ↑  Bingham, blz. 65-66.
67. ↑  Cassius Dio, Roman history LII.24
68. ↑  Cassius Dio, Roman history LVIII.14
69. ↑  Suetonius , De Vita Caesarum (‘Over de levens van (de) keizers’), Leven van Claudius 10
70. ↑  Door een mixup in de ambtelijke sfeer kreeg Macrinus zijn eigen executiebevel onder ogen; hierna viel de risico-afweging over de voor- en nadelen van een usurpatiepoging waarschijnlijk anders uit, dan als deze vergissing zich niet had voorgedaan.
71. ↑  Seneca de Jongere, Essays, Aan Marcia over Troost
72. ↑  Philo, Over de Ambassade naar Gaius XXIV
73. ↑  Suetonius, De Vita Caesarum (‘Over de levens van (de) keizers’), Leven van Tiberius 55
74. ↑  Tacitus, Annales III.7, VI.51
75. ↑  Tacitus, Annales IV.34-35
76. 1 2  Seneca de Jongere, Essays, Aan Marcia over de troost I.2-4
77. ↑  Fabels I.1, I.2.24 en I.17
78. ↑  Phaedrus, Fabels Boek III, voorwoord
79. ↑  Velleius Paterculus, Romeinse geschiedenis II.127-128
80. ↑  Syme (1972), blz. 265

### Primaire bronnen
- Tacitus, Annales, Boeken 4-6, Engelse vertaling
- Cassius Dio, Romeinse geschiedenis Boek 57.19 en 58, Engelse vertaling
- Suetonius, Het leven van twaalf Caesars, Leven van Tiberius, Latijnse tekst met Engelse vertaling
- Flavius Josephus, Oude geschiedenis van de Joden, Boek XVIII, Hoofdstuk 6 Engelse vertaling
- Seneca de jongere, Essays Aan Marcia over de troost Engelse vertaling
- Juvenalis, Satires, 10e satire Latijnse tekst

### Biografische overzichten
- Sejanus, biografie op xenos.org